# رن زیوی
رن زیوی (انگلیسی: Ren Ziwei؛ زادهٔ ۳ ژوئن ۱۹۹۷) اسکیت‌باز سرعت، و اسکیت‌باز سرعت، اهل چین است.